# Mîslîna, Kovel
Mîslîna (în ucraineană Мислина) este un sat în comuna Oblapî din raionul Kovel, regiunea Volînia, Ucraina.

## Demografie
Componența lingvistică a localității Mîslîna
     Ucraineană (97,62%)
     Rusă (2,38%)
Conform recensământului din 2001, majoritatea populației localității Mîslîna era vorbitoare de ucraineană (97,62%), existând în minoritate și vorbitori de rusă (2,38%).